# Ischnocnemis costipennis
Ischnocnemis costipennis là một loài bọ cánh cứng trong họ Cerambycidae.